# 有線ラジオ放送
有線ラジオ放送（ゆうせんラジオほうそう）または有線音楽放送（ゆうせんおんがくほうそう）とは、有線電気通信設備を用いた音声その他の音響の放送である。
単に「有線放送」・「有線」と呼ばれる場合もあるが、有線放送や有線には「有線テレビジョン放送」（ケーブルテレビなど）「有線放送電話」などが含まれることがある。

## 定義
放送法第126条に「有線電気通信設備を用いて行われるラジオ放送」という文言があり、第133条により有線一般放送事業者として届出を要するものとしている。
また、総務省令放送法施行規則第142条第1項において有線一般放送の種類としてラジオ放送を次のとおりとしている。 
(1)　共同聴取業務（一区域内において公衆によつて直接受信されることを目的として、ラジオ放送（その多重放送を含む。）を受信し、これを有線電気通信設備によつて再放送をすることをいう。）
(2)　告知放送業務（一区域内において公衆によつて直接聴取されることを目的として、音声その他の音響を有線電気通信設備によつて放送をすることをいう。）
促音の表記は原文ママ

## 概要
有線ラジオ放送は、多くのチャンネルを有し、ジャンルはJ-POP・演歌・歌謡曲・ロック・ポップス・ジャズ・クラシック・ヒーリング・BGM・カラオケなど多岐にわたる。リクエストを受け付けるチャンネルもあり、聴きたい楽曲を電話によってリクエストすることもできる。いずれのチャンネルもディスクジョッキーは選曲と再生機器操作に専念し、音声による曲紹介や番組紹介、司会はしない。
また、中波放送やFM放送などの一般のラジオ放送を再放送しているものもある。

## 歴史
1937年（昭和12年）に新潟県東頸城郡牧村（現･上越市牧区）の明願寺の池永隆勝（1913-98）によって、境内に置かれたラジオから、10m離れた向かいの理髪店まで配線を引きスピーカーを設けたのが日本の民間における有線でのラジオ共同聴取の始まりとされる。のちに、明願寺住職による、独自放送のできる設備を備え、共同聴取を行う世帯で結成された「協聴会」会員は最大600軒を数えた。
この共同聴取は1968年（昭和43年）に、テレビが普及し使命を終えたとして終了したが、現在のケーブルテレビでのラジオ放送再送信の嚆矢とも言える。なお、地区で最初にテレビを設置したのも明願寺であった。
1941年（昭和16年）に太平洋戦争が勃発すると、電波管制の観点から電波を用いず電話回線や電灯線を用いてラジオ放送を送出する動きが活発化し、翌1942年（昭和17年）3月には樺太・豊原放送局及び沖縄放送局にて電灯線切り替え有線放送が開始されたほか、9月には当時の東京市において東京放送局（現・NHK東京放送局）が電灯線によるラジオ放送を開始（12月には電話線による放送も開始された）。以後主要都市で順次放送が開始されるが、1944年（昭和19年）頃になると資材不足のためエリア拡大は事実上ストップする。1945年（昭和20年）に太平洋戦争が終結すると、電波管制の必要が無くなったため電波による放送の送出再開が優先され、有線による放送は1948年（昭和23年）頃までに順次終了した。
1951年（昭和26年）　有線ラジオ放送業務の運用の規正に関する法律（略称は「有線ラジオ放送法」）が施行され、有線ラジオ放送を営もうとする者は電波監理委員会（後に郵政大臣を経て総務大臣）に届出を要するものとされた。
2011年（平成23年）　有線ラジオ放送法が廃止されて放送法に統合され6月30日施行された。有線ラジオ放送事業者は有線一般放送事業者として届出を要するものとされた。従前の事業者は、平成22年法律第65号による放送法改正附則第4条第1項により施行日に届出したものとみなされた。

### 親子ラジオ
親子ラジオとは、1952年（昭和27年）から沖縄県や奄美群島の主な市町村においてアメリカ軍の援助資金で設置され、民間企業により運営されたラジオ共同聴取施設である。
電力事情が悪く、ラジオ受信機が高価であったため、最盛期の1958年（昭和33年）には12万台の加入があった。その後の、電力事情の安定とラジオ受信機の普及により徐々に姿を消していき、現在では宮古島市池間島や奄美市名瀬などに残るだけである。

## 電柱等の無断使用について
放送法第145条第1項では、「一般放送事業者（有線電気通信設備を用いて一般放送の業務を行う者に限る。）は、その設置に関し必要とされる道路法 （中略）の許可その他法令に基づく処分を受けないで設置されている有線電気通信設備又は所有者等の承諾を得ないで他人の土地若しくは電柱その他の工作物に設置されている有線電気通信設備によつて有線ラジオ放送をしてはならない」と規定している。
また、有線ラジオ放送の業務を行おうとする場合は、同法第133条により総務大臣に届け出なければならないが、放送法施行規則第136条第2項の届出を要する書類の中に第5号として「使用する有線電気通信設備の設置に関し必要とされる道路法（中略）の許可（中略）その他法令に基づく処分又は所有者等の承諾の事実を証する書面の写し」がある。
従って、許可等を得ていない場合は届出できない。これは従前の有線ラジオ放送法および同法の施行規則にも同様に規定されていた。

## 事業者
- USEN
- キャンシステム
- 時事タイムス放送社

## 脚註
1. ↑  武田徹著『NHK問題』2006年ちくま新書 ISBN 9784480063366
2. ↑  池永隆勝
3. ↑  あの日放送は何を伝えたか 第9回 - NHK放送博物館・2022年12月23日
4. ↑  有線放送受信機 - 日本ラジオ博物館